# Арнем
А́рнем (нидерл. Arnhem, МФА: [ˈɑrnɛm]) — община и город на востоке Нидерландов. Он является столицей провинции Гелдерланд и расположен на обоих берегах рек Недер-Рейн и Синт-Янсбек, которые были источником развития города. В 2019 году население Арнема составляло 159 265 человек, и он является одним из самых крупных городов Нидерландов. Город является частью столичного района Арнем-Неймеген, который насчитывает в общей сложности 736 500 жителей. Первые упоминания о городе относятся к 893 году под названием Oppidium Arnoldi Villa. В XIX веке благодаря своей живописности стал модным курортным городом. В нем начали селиться богачи из бывших «сахарных баронов» или плантаторов, приехавших из заокеанских колоний.
В Арнеме расположены Университет прикладных наук HAN, Институт искусств ArtEZ, Нидерландский музей под открытым небом, Музей воздушно-десантных войск "Хартенштейн", Королевский зоопарк бургерсов, национальный спортивный центр Папендаль.

## Структура общины
Община Арнем состоит из города Арнем, его пригородов и посёлков:
- Элден (нидерл. Elden, посёлок)
- Элдервелд (нидерл. Elderveld)
- Малбюрген (нидерл. Malburgen)
- Рэйкерсвурд (нидерл. Rijkerswoerd)
- Схарсберген (нидерл. Schaarsbergen)
- Схёйтграф (нидерл. Schuytgraaf)

## История

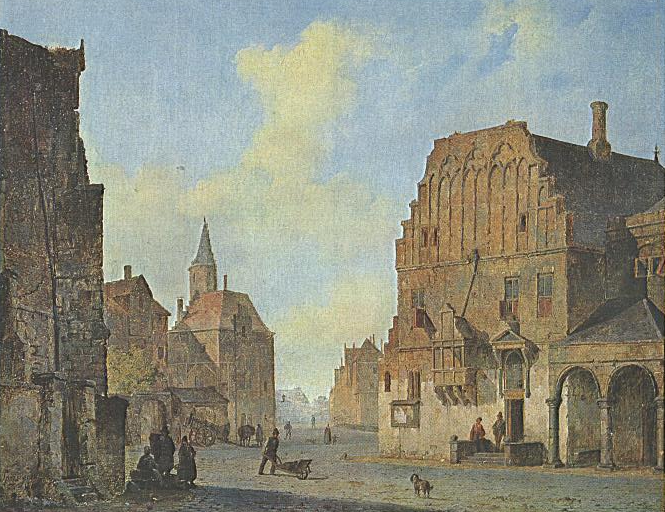
Арнем, 1840 год

Арнем впервые упоминается в 893 году под названием Oppidium Arnoldi Villa. Основанием же города можно считать 1233 год, когда Oттон II, граф Гелдернский из Зютфена пожаловал Арнему городские привилегии.
Арнем вошёл в Ганзейский союз в 1443 году. В 1473 году его захватил герцог Бургундии Карл Смелый.
В 1514 году Карл Эгмонтский, герцог Гелдерна, отвоевал город у Бургундии; в 1543 году он перешёл императору Карлу V.
Арнем вошёл в Утрехтскую унию в 1579 году и стал частью Республики семи объединённых провинций Нидерландов в 1585 году.
Франция захватывала город в 1672—1674 и в 1795—1813 годах. В начале XIX века бывшие городские укрепления были почти полностью снесены, чтобы город мог расширяться.
В XIX веке стал модным курортным городом, славящимся своей живописностью. Здесь, как и в Гааге, поселились богачи из бывших «сахарных баронов» или плантаторов, приехавших из заокеанских колоний. Даже сейчас город славится своими парками и зелеными насаждениями.
В сентябре 1944 года в ходе операции «Market Garden» здесь был высажен крупный англо-американский десант и во время проведения Голландской операции город стал местом ожесточённых боев (Битва за Арнем).
Полностью освобождён в апреле 1945 года.

## Спорт
В городе базируется профессиональный футбольный клуб «Витесс», матчи проводит на стадионе «Гелредом», вмещающем 32,5 тыс. зрителей.
В 1980 году в городе прошли Паралимпийские игры.

## Города-побратимы

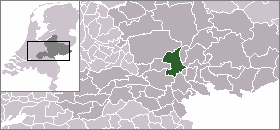
Местоположение общины на карте Нидерландов.

- Гера, Германия
- Croydon, Великобритания
- Ковентри, Великобритания
- Villa El Salvador, Перу
- Градец-Кралове, Чехия
- Ухань, Китай
- Кимберли, ЮАР

## Изображения

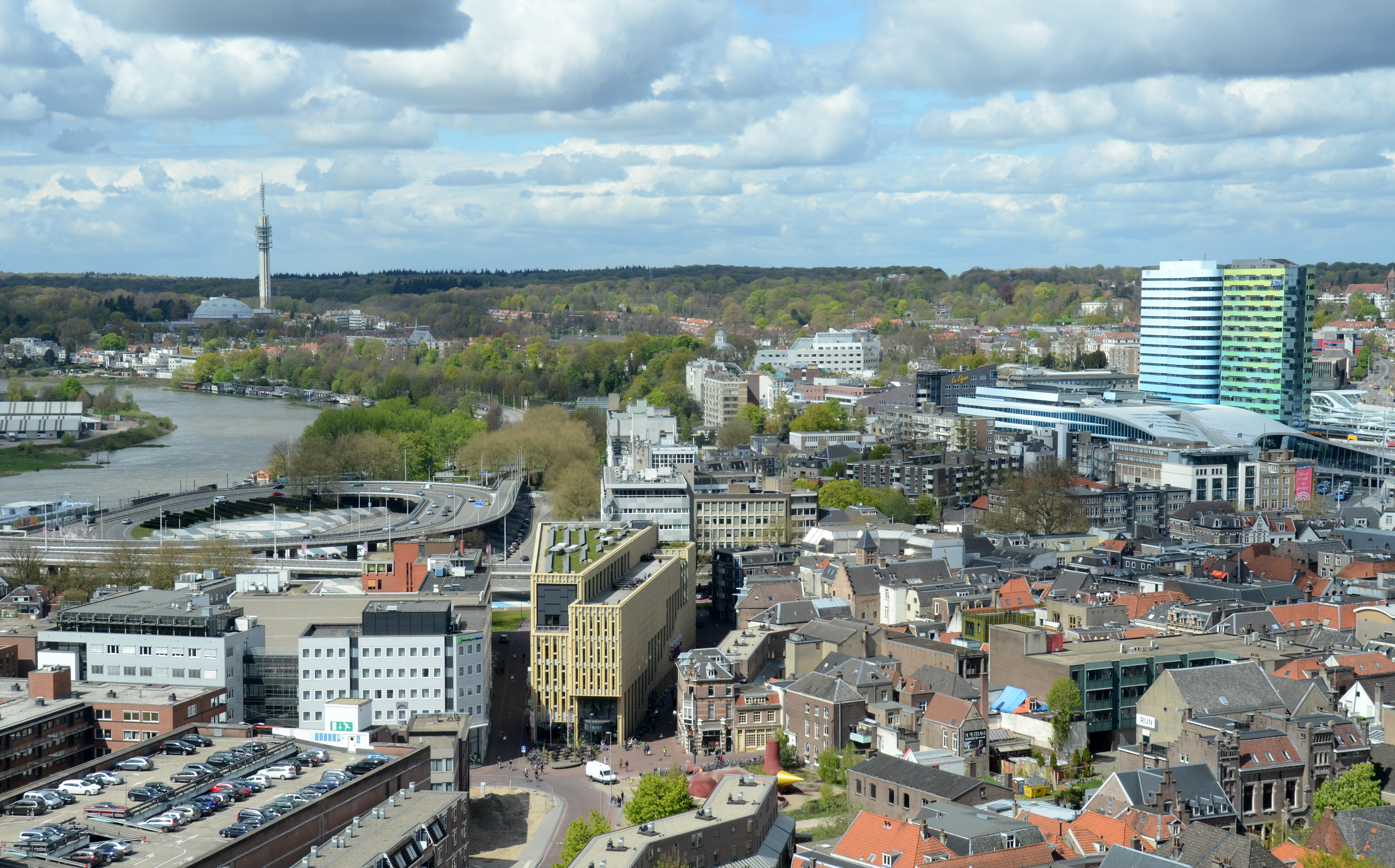
Центральный район
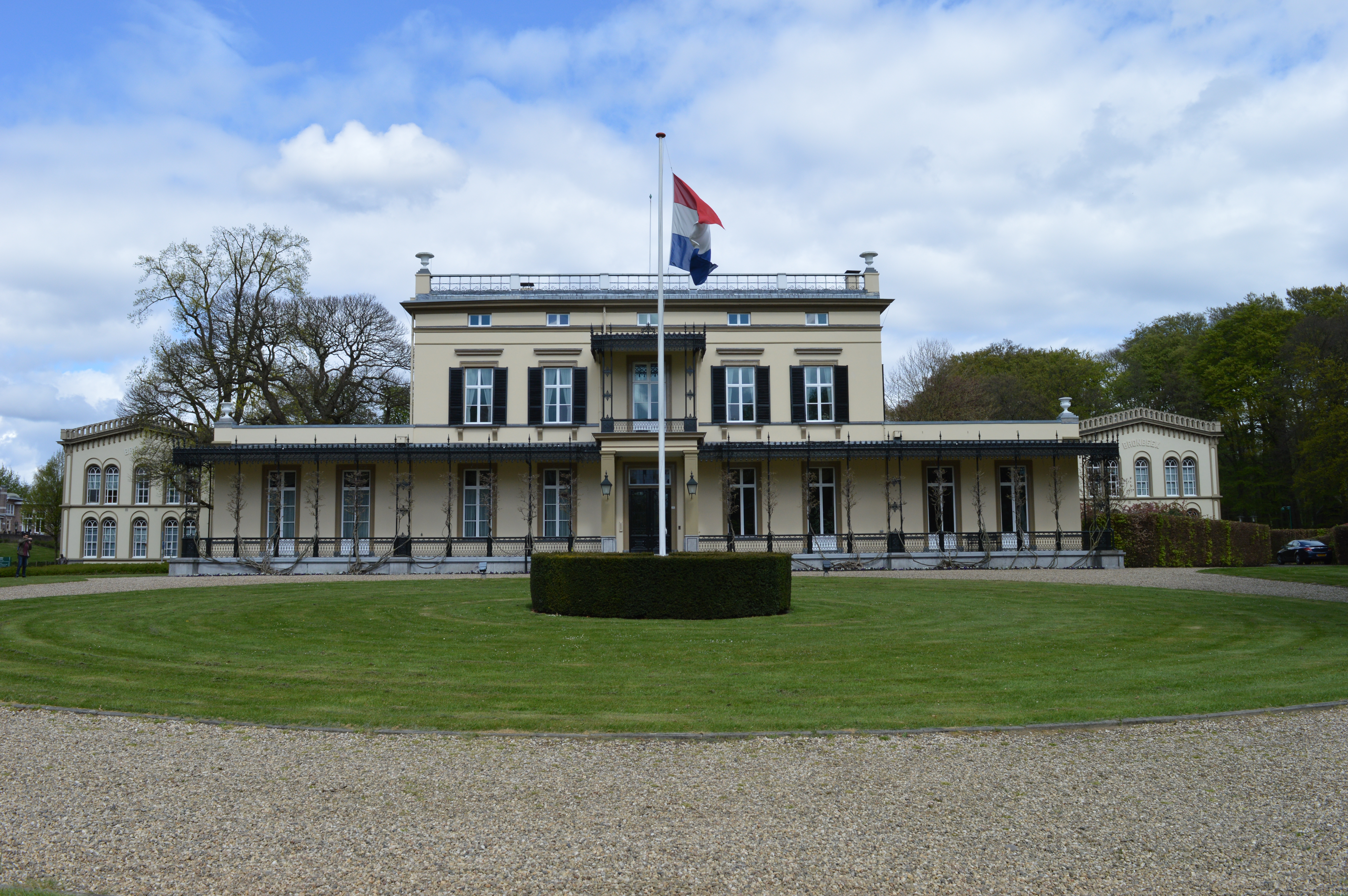
Бывший королевский дворец
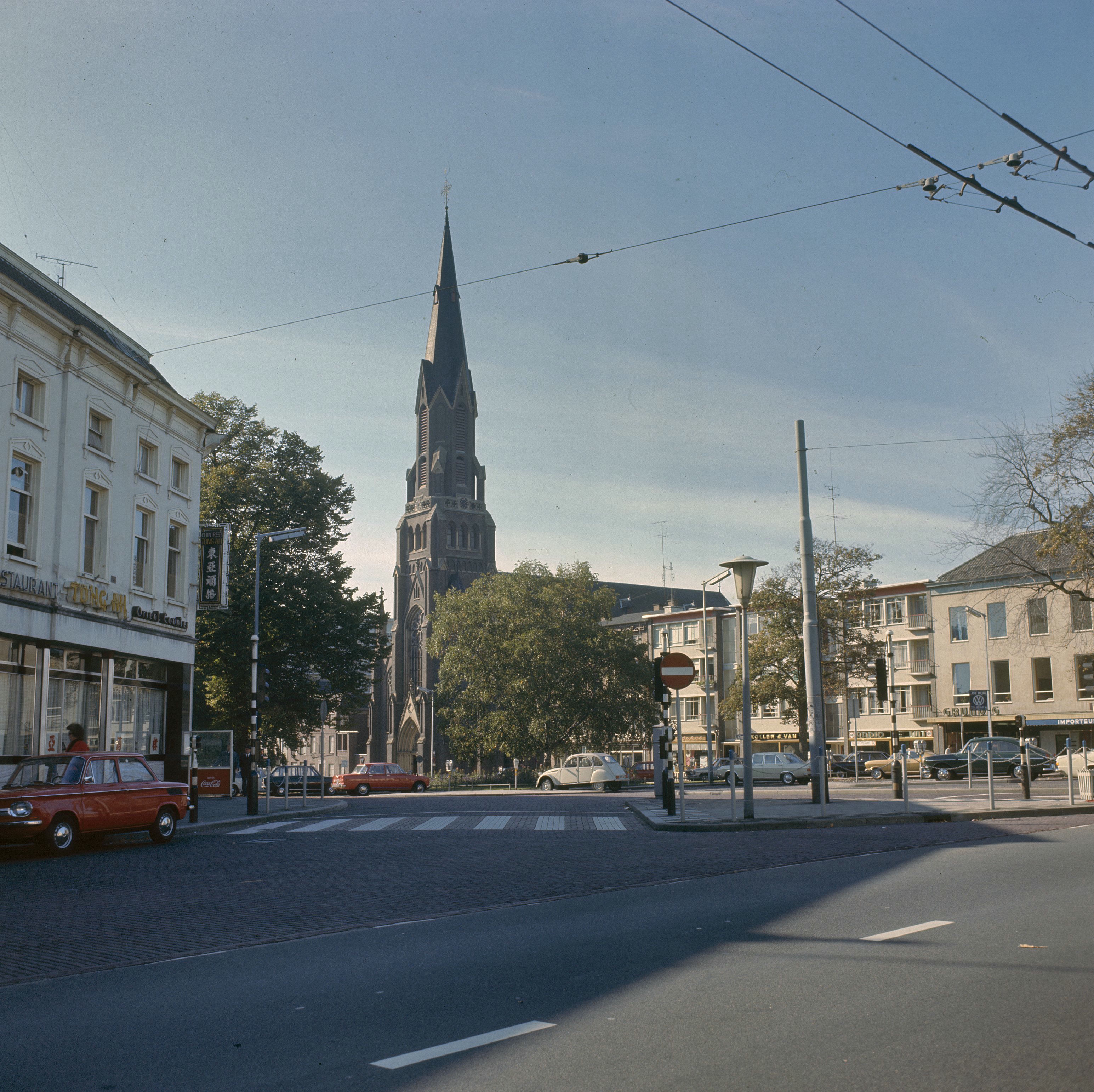
Церковь Евсевия
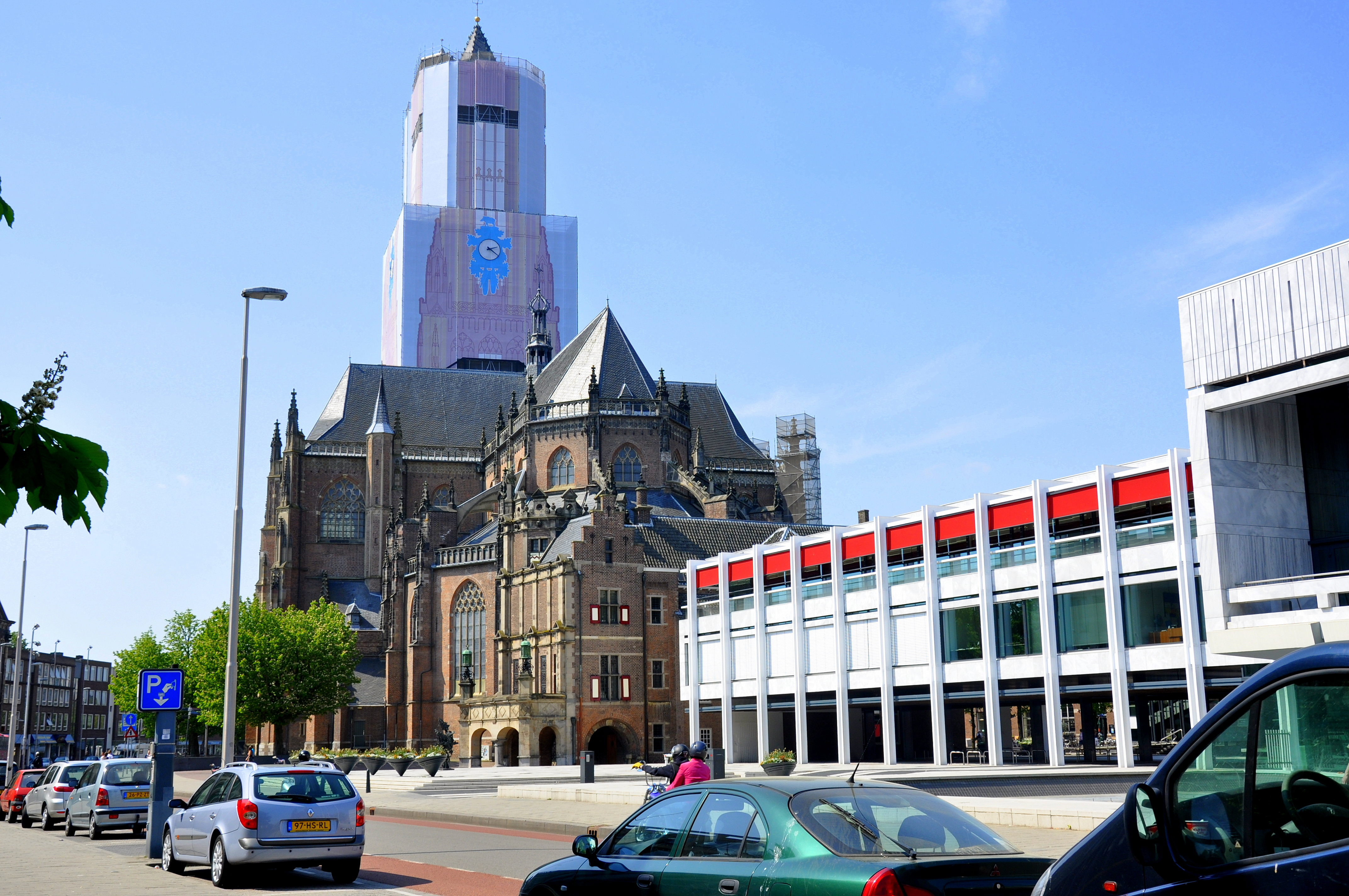
Гроте Керк и замок Дуйвельхуа
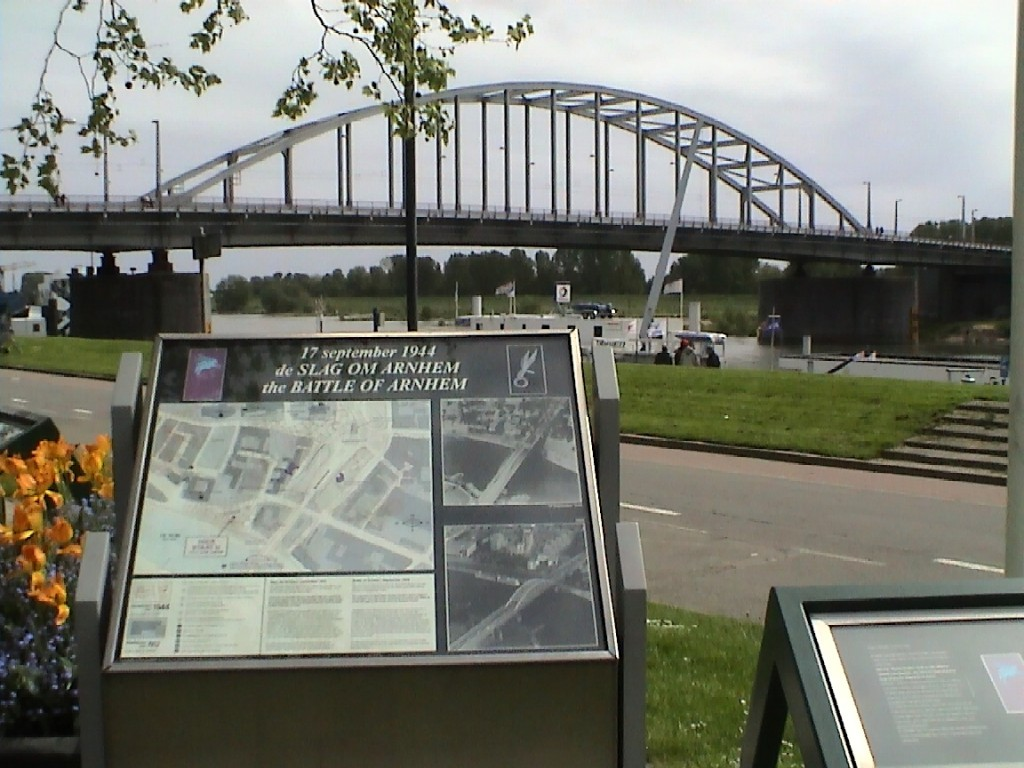
Мост Джона Фроста